# Tầng trình diễn
Tầng trình diễn là tầng thứ sáu trong bảy tầng cấp của mô hình OSI. Tầng này đáp ứng những nhu cầu dịch vụ mà tầng ứng dụng đòi hỏi, đồng thời phát hành những yêu cầu dịch vụ đối với tầng phiên.
Tầng trình diễn chịu trách nhiệm phân phát và định dạng dữ liệu cho tầng ứng dụng, để dữ liệu được tiếp tục xử lý hoặc hiển thị. Tầng này giải phóng tầng ứng dụng khỏi gánh nặng của việc giải quyết các khác biệt về cú pháp trong biểu diễn dữ liệu. Chú ý: Ví dụ, một trong những dịch vụ của tầng trình diễn là dịch vụ chuyển đổi tệp văn bản từ mã EBCDIC sang mã ASCII.
Tầng trình diễn là tầng đầu tiên nơi người dùng bắt đầu quan tâm đến những gì họ gửi, tại một mức độ trừu tượng cao hơn so với việc chỉ coi dữ liệu là một chuỗi gồm toàn các số không và số một. Tầng này giải quyết những vấn đề chẳng hạn như một chuỗi ký tự phải được biểu diễn như thế nào - dùng phương pháp của Visual Basic ("13,thisisastring") hay phương pháp của C/C++ ("thisisastring\0").
Việc mã hoá dữ liệu cũng thường được thực hiện ở tầng này, tuy việc đó có thể được thực hiện ở các tầng ứng dụng, tầng phiên, tầng giao vận, hoặc tầng mạng; mỗi tầng đều có những ưu điểm và nhược điểm. Một ví dụ khác, thông thường, việc biểu diễn cấu trúc được chuẩn hóa tại tầng này và thường được thực hiện bằng cách sử dụng XML. Cũng như các dữ liệu đơn giản, chẳng hạn chuỗi ký tự, các cấu trúc phức tạp hơn cũng được chuẩn hóa ở tầng này. Hai ví dụ thường thấy là các 'đối tượng' (objects) trong lập trình hướng đối tượng, và chính phương pháp truyền tín hiệu video theo dòng (streaming video).
Trong những trình ứng dụng và giao thức được sử dụng rộng rãi, sự tách biệt giữa tầng trình diễn và tầng ứng dụng hầu như không có. Chẳng hạn HTTP (HyperText Transfer Protocol), vốn vẫn được coi là một giao thức ở tầng ứng dụng, có những đặc tính của tầng trình diễn, chẳng hạn như khả năng nhận diện các mã hệ dành cho ký tự để có thể chuyển đổi mã một cách thích hợp. Việc chuyển đổi sau đó được thực hiện ở tầng ứng dụng.

## Ví dụ
- AFP, AppleTalk Filing Protocol - giao thức tệp Apple
- LPP, Lightweight Presentation Protocol - giao thức trình diễn nhẹ
- NCP, NetWare Core Protocol - giao thức nhân Netware
- NDR, Network Data Representation - biểu diễn dữ liệu mạng
- XDR, External Data Representation - biểu diễn dữ liệu ngoại vi
- X.25 PAD, Packet Assembler/Disassembler Protocol